# Mathieu Valbuena
Mathieu Valbuena (født 28. september 1984 i Bruges, Frankrig) er en fransk fodboldspiller, der spiller som offensiv midtbanespiller hos  Olympiakos. Tidligere har han optrådt for blandt andet Fenerbache,  Olympique Lyon, Olympique Marseille og Dynamo Moskva. Han var med Marseille med til at vinde det franske mesterskab i 2010.

## Landshold
Valbuena debuterede for Frankrigs landshold den 26. maj 2010 i et opgør mod Costa Rica, hvor han blev skiftet ind og scorede sejrsmålet kort før tid. Han har siden deltaget ved både VM i 2010, EM i 2012 og VM i 2014.

## Titler
Ligue 1:
- 2010 med Olympique Marseille